# Église unie du Christ
 (juin 2008).
Si vous disposez d'ouvrages ou d'articles de référence ou si vous connaissez des sites web de qualité traitant du thème abordé ici, merci de compléter l'article en donnant les références utiles à sa vérifiabilité et en les liant à la section « Notes et références ».
L'Église unie du Christ (United Church of Christ) est une confession protestante américaine. Elle est issue de la fusion de quatre Églises protestantes à la fin des années 1950 : the Congregational Churches, the Christian Churches, the Evangelical Synod et the Reformed Church. 
Cette Église puise à la fois dans la tradition du protestantisme anglais, congrégationaliste et dissident et dans les sources des Églises unies allemandes. Elle est affiliée à l'Alliance réformée mondiale, au National Council of Churches (fédération américaine) et est en pleine communion avec neuf autres Églises protestantes historiques américaines au sein du groupe Churches uniting in Christ.

## Histoire
Jusqu'à la Guerre d'indépendance américaine, l'identité des Églises congrégationalistes (Congregational Churches) était claire, celle d'un protestantisme puritain et séparatiste, hérité respectivement des puritains arrivés en 1630 et des séparatistes, appelés plus tard pilgrims fathers, arrivés en 1620, deux mouvements distincts unis par la plateforme de Cambridge en 1648. Durant toute la période coloniale, ce protestantisme produit nombre de théologiens fameux, et organisa les premières missions auprès des populations autochtones. Seuls les colonies du Massachusetts, du New Hampshire et du Connecticut adoptent le congrégationnalisme comme religion officielle en 1639 (les autres colonies étant sans religion officielle ou anglicanes). 
En 1780, le Massachusetts s'est séparé de son Église (congrégationaliste) d'État, suivi en 1818 par le Connecticut. En 1833, le Massachusetts a suspendu le financement public de l'Église congégationnaliste. De nombreux Néo-Anglais piétistes ont fondé ou rejoint des paroisses baptistes du Nord ou méthodistes pendant que les plus libéraux se tournaient vers des paroisses unitariennes (souvent issues des paroisses puritaines) ou universalistes. En 1850, seulement 16 % des Américains appartenaient à une église. Toutefois le développement du congrégationalisme a été garanti par l'association avec certains presbytériens dans le déplacement de la frontière au moment de la conquête de l'Ouest. 
En 1871, les Églises congrégationalistes créèrent un Conseil (General Council), qui élabora, en 1913, une déclaration de principes (declaration on faith, polity, and wider fellowship) dite de Kansas City. 
Concernant les Christian Churches, celles-ci étaient nées pendant la guerre d'Indépendance, d'une révolte contre le centralisme ecclésiastique méthodiste et, en particulier, son épiscopalisme. À la suite du deuxième Réveil vers 1800, la dénomination adopta le nom de Christian Churches, marquée par la prédication de Campbell et des Disciples of Christ. Elle se dota aussi d'une déclaration de principes en six articles et décida à la suite des campbellites de n'interdire à personne la qualité de membres pour des motifs doctrinaux. 
Le Evangelical Synod avait pour origine une scission dans l'Église protestante de l'Union prussienne (groupant des luthériens et calvinistes de cette partie de l'Allemagne) qui se produisit dans un camp d'émigrants allemands, à la suite de la prédication de membres de la Société des missions du Rhin. La Reformed Church aux  États-Unis était elle aussi le produit de l'immigration allemande. Ces deux dénominations se groupèrent en 1934, à Cleveland (Ohio), sous l'intitulé Evangelical and Reformed Church, à partir d'accords disciplinaires et doctrinaux (elles avaient en commun le Catéchisme de Heidelberg et la Confession d'Augsbourg). En 1957, la dénomination qui comptait 810 000 membres fusionna avec les Congregational Christian Churches pour former l'Église unie du Christ.
En 2022, l'Église unie du Christ comptait 712 296 de membres, regroupés dans environ 4 603 congrégations.

## Doctrine et pratique
L'Église Unie du Christ est une confession qui s'inscrit dans le courant du protestantisme historique américain dit mainstream ou mainline.
Sur le plan éthique, l'Église se caractérise par une tradition d'ouverture aux problématiques socio-politiques (social and political issues).
Elle fut, en particulier, la première église protestante aux États-Unis à ordonner au ministère pastoral un Noir à la fin du XVIIIe siècle, et ce, avant même l'abolition de l'esclavage, une femme au milieu du XIXe siècle, et enfin un homosexuel en 1973. Elle invite d'ailleurs ses membres à se mobiliser en faveur de l'ouverture du mariage aux couples de même sexe.

## Célébrités
- Howard Dean
- Barack Obama — 44e président des États-Unis. Ex-membre de la congrégation de la Trinité, une des églises locales parmi les plus importantes que compte l'Église unie du Christ.